# ويليام لاسي
ويليام لاسي (بالإنجليزية: William Lacey)‏ هو موزع بريطاني، ولد في 31 أغسطس 1973.

## وصلات خارجية
- ويليام لاسي على موقع ميوزك برينز (الإنجليزية)